# 6798 Couperin
6798 Couperin è un asteroide della fascia principale. Scoperto nel 1993, presenta un'orbita caratterizzata da un semiasse maggiore pari a 2,9417047 UA e da un'eccentricità di 0,1010111, inclinata di 0,91058° rispetto all'eclittica.
Dal 5 marzo al 4 aprile 1996, quando 6826 Lavoisier ricevette la denominazione ufficiale, è stato l'asteroide denominato con il più alto numero ordinale. Prima della sua denominazione, il primato era di 6604 Ilias.
L'asteroide è dedicato all'omonima famiglia di compositori francesi.